# RADIX-50
RADIX-50 (prononcer radix five zero) est un codage de caractères créé par DEC pour les ordinateurs de la série PDP, le DECsystem-10 et le DECSYSTEM-20. Le répertoire RADIX-50 comporte 40 caractères. Le nom RADIX-50 signifie « base 40 » : radix désigne une base en anglais et 50 en octal vaut 40 en décimal.

## Description
Le stockage se faisant en base 40, l'encodage d'un unique caractère prends 6 bits. 
En regroupant les caractères par 3, il est possible de les encoder sur 16 bits (soit 5,333 bits par caractères)  (PDP-11).
En regroupant les caractères par 6, il est possible de les encoder sur 32 bits, ou sur 36 bits avec 4 bits d'information(PDP-6, PDP-10, DECsystems).
Les chaînes sont encodées en big endian, avec le premier caractère en poids fort. Par exemple, la chaîne « ABC » (codes 11, 12 et 13) est encodée : {\displaystyle 11\times 40^{2}+12\times 40^{1}+13\times 40^{0}=18093} dans un mot de 16 bits. Les valeurs possibles sont dans l’intervalle 0 (trois espaces) à 63999 (« %%% »).

## Table de codage
| 0 | 000 | (0) (0)000 (0)000 | espace | 8  | 010 | (0) (0)001 (0)000 | 7 | 16 | 020 | (0) (0)010 (0)000 | F | 24 | 030 | (0) (0)011 (0)000 | N | 32 | 040 | (0) (0)100 (0)000 | V |
| 1 | 001 | (0) (0)000 (0)001 | 0      | 9  | 011 | (0) (0)001 (0)001 | 8 | 17 | 021 | (0) (0)010 (0)001 | G | 25 | 031 | (0) (0)011 (0)001 | O | 33 | 041 | (0) (0)100 (0)001 | W |
| 2 | 002 | (0) (0)000 (0)010 | 1      | 10 | 012 | (0) (0)001 (0)010 | 9 | 18 | 022 | (0) (0)010 (0)010 | H | 26 | 032 | (0) (0)011 (0)010 | P | 34 | 042 | (0) (0)100 (0)010 | X |
| 3 | 003 | (0) (0)000 (0)011 | 2      | 11 | 013 | (0) (0)001 (0)011 | A | 19 | 023 | (0) (0)010 (0)011 | I | 27 | 033 | (0) (0)011 (0)011 | Q | 35 | 043 | (0) (0)100 (0)011 | Y |
| 4 | 004 | (0) (0)000 (0)100 | 3      | 12 | 014 | (0) (0)001 (0)100 | B | 20 | 024 | (0) (0)010 (0)100 | J | 28 | 034 | (0) (0)011 (0)100 | R | 36 | 044 | (0) (0)100 (0)100 | Z |
| 5 | 005 | (0) (0)000 (0)101 | 4      | 13 | 015 | (0) (0)001 (0)101 | C | 21 | 025 | (0) (0)010 (0)101 | K | 29 | 035 | (0) (0)011 (0)101 | S | 37 | 045 | (0) (0)100 (0)101 | . |
| 6 | 006 | (0) (0)000 (0)110 | 5      | 14 | 016 | (0) (0)001 (0)110 | D | 22 | 026 | (0) (0)010 (0)110 | L | 30 | 036 | (0) (0)011 (0)110 | T | 38 | 046 | (0) (0)100 (0)110 | $ |
| 7 | 007 | (0) (0)000 (0)111 | 6      | 15 | 017 | (0) (0)001 (0)111 | E | 23 | 027 | (0) (0)010 (0)111 | M | 31 | 037 | (0) (0)011 (0)111 | U | 39 | 047 | (0) (0)100 (0)111 | % |